# Viktor Bologan
Viktor Bologan, auch Viorel Bologan oder Victor Bologan (* 14. Dezember 1971 in Chișinău), ist ein moldauischer Schachmeister.

## Leben
Bologan erlernte das Schachspiel als Siebenjähriger von seinem Vater. Seit 1981 hatte er einen ständigen Trainer, fünf Jahre später nahm ihn der Spitzentrainer Wjatscheslaw Tschebanenko unter seine Fittiche. Bologan, der bereits mit 13 Jahren Meisterkandidat war, feierte seinen ersten großen Erfolg 1989 in Kramatorsk bei der Sowjetischen Jugendmannschaftmeisterschaft, als er gemeinsam mit Boris Gelfand und Alexei Schirow das beste Ergebnis am ersten Brett erzielte. Im Jahre 1990 wurde er Internationaler Meister; 1991 wurde er Großmeister nach Turniersiegen in Xanthi und in Jūrmala beim Turnier der jungen sowjetischen Meister. Im Jahre 1993 gewann er in Ostrava und bei zwei Turnieren in Las Palmas, 1995 gewann er in Moskau.
Die ersten Erfolge, die ihn zur Weltspitze brachten, hatte er Ende der 1990er Jahre: 1997 gewann er das New York-Open (gemeinsam mit Michał Krasenkow), zwei Jahre darauf wurde er Zweiter nach Joël Lautier in Enghien-les-Bains und gewann in Belfort. Im Jahre 2000 hatte er Turniersiege in Minsk und Peking sowie einen geteilten ersten Platz (geteilt mit Judit Polgár, vor Nigel Short und Anatoli Karpow) beim Miguel-Najdorf-Memorial in Buenos Aires erreicht. Im Jahre 2001 siegte er in Poikowski (vor Smbat Lputjan, Sergei Rubljowski und Wadim Swjaginzew) und teilte Platz eins in Shanghai. Zur Jahreswende 2001/2002 gewann Bologan in Pamplona vor Teymur Rəcəbov und Ulf Andersson, danach im Dezember 2002 gleichfalls in Pamplona ein Viermeisterturnier gemeinsam mit Rustam Kasimjanov.

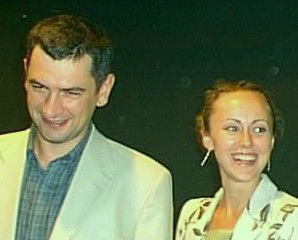
Viorel Bologan und Ehefrau (2003)

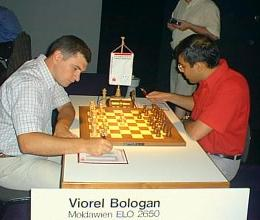
Bologan vs. Anand, Dortmund 2003

Im Jahre 2003 gelang ihm der bislang größte Erfolg in seiner Karriere, als er die Dortmunder Schachtage vor Wladimir Kramnik, Viswanathan Anand und Péter Lékó gewann. Zuvor gewann Bologan das Aeroflot Open in Moskau. Im Jahre 2004 wurde er Fünfter in Wijk aan Zee vor u. a. Wladimir Kramnik, Jewgeni Barejew, Pjotr Swidler und Alexei Schirow und 2005 gewann er erneut das Weltklasseturnier in Poikowski (gemeinsam mit Étienne Bacrot, vor Alexander Grischtschuk, Alexei Drejew und Pjotr Swidler) und in Sarajevo (mit Ivan Sokolov). Nach diesem Erfolgen verbesserte sich seine Elo-Zahl erstmals auf 2700 Punkte.
Im Jahre 2006 wurde er wieder geteilter Erster beim Aeroflot-Open in Moskau (nach Wertung war Baadur Dschobawa Sieger) und gewann in Dresden den Schnellschach-Porzellan-Cup mit 9 aus 9. Anschließend wurde er Dritter in Foros (nach Sergei Rublewski und Wassyl Iwantschuk). Im Jahre 2012 erhielt er den Titel FIDE Senior Trainer.

## Mannschaftsschach

### Nationalmannschaft
Seit 1992 nahm Bologan für Moldau an elf Schacholympiaden teil, wobei er 67,5 Punkte aus 116 Partien erzielte. Dies waren die Olympiaden 1992, 1994, 1996, 1998, 2002, 2004, 2006, 2008, 2010, 2012 und 2014. 1992, 2011 und 2015 spielte er bei der Mannschaftseuropameisterschaft am Spitzenbrett der moldauischen Mannschaft, wobei er 2015 die Einzelwertung am ersten Brett gewann.

### Vereinsschach
In der deutschen Schachbundesliga spielte Bologan von 1992 bis 1999 beim Dresdner SC (bis 1994: Post SV Dresden) und von 2011 bis 2014 für den Schachclub Eppingen. In der britischen Four Nations Chess League spielte er in den Spielzeiten 2001/02, 2004/05 und 2005/06 für Wood Green, wobei er 2005 und 2006 britischer Mannschaftsmeister wurde. In der französischen Mannschaftsmeisterschaft spielte er bis 2008 beim Club de Orcher la Tour Gonfreville, seitdem für den Club de Mulhouse Philidor. Die russische Mannschaftsmeisterschaft gewann Bologan 2003 mit Ladja Kasan-1000, 2005, 2007 und 2012 mit Tomsk-400. In der spanischen Mannschaftsmeisterschaft spielte er von 2004 bis 2006 für UGA Barcelona, 2007 für CA Cuna de Dragones-Ajoblanco Mérida und 2011 für CA Linex-Magic Mérida.
Zwischen 1995 und 2014 nahm Bologan 14 mal am European Club Cup teil und gewann diesen 1996 mit Sberbank Tatarstan Kasan, 2005 und 2006 mit Tomsk-400. Zweite Plätze erreichte er 2004 mit dem ŠK Bosna Sarajevo und 2013 mit Malachit Ekaterinenburg, dritte Plätze 2001 mit Gasovik Tjumen, 2007 mit ShK Tomsk-400 und 2014 mit Malachit Ekaterinenburg. Die Einzelwertung gewann Bologan 2004 am vierten und 2014 am zweiten Reservebrett.

## Werke
- Viorel Bologan: Ausgewählte Partien. Chessgate, Nettetal 2009. ISBN 978-3-935748-16-2.
- Victor Bologan: Chebanenko Slav According to Bologan. New in Chess, Alkmaar 2008. ISBN 90-5691-246-1.
- Victor Bologan: The King's Indian According to Bologan. A Complete Black Repertoire. Chess Stars, 2009. ISBN 978-954-8782-71-5.
- Victor Bologan: The Powerful Catalan. A Complete Repertoire for White. New in Chess, 2012. ISBN 978-90-5691-401-1.